# All-Ireland League
All-Ireland League – organizowany przez Irish Rugby Football Union od sezonu 1990/1991 drugi, po zawodowej lidze Pro14, poziom męskich rozgrywek rugby union w Irlandii.
| Sezon   | Zwycięzca         | Drugie miejsce     |
| ------- | ----------------- | ------------------ |
| 1990/91 | Cork Constitution | Garryowen          |
| 1991/92 | Garryowen         | Shannon RFC        |
| 1992/93 | Young Munster     | Cork Constitution  |
| 1993/94 | Garryowen         | Cork Constitution  |
| 1994/95 | Shannon RFC       | Blackrock College  |
| 1995/96 | Shannon RFC       | Garryowen          |
| 1996/97 | Shannon RFC       | Lansdowne          |
| 1997/98 | Shannon RFC       | Garryowen          |
| 1998/99 | Cork Constitution | Garryowen          |
| 1999/00 | St Mary's College | Lansdowne          |
| 2000/01 | Dungannon         | Cork Constitution  |
| 2001/02 | Shannon RFC       | Cork Constitution  |
| 2002/03 | Ballymena         | Clontarf           |
| 2003/04 | Shannon RFC       | Cork Constitution  |
| 2004/05 | Shannon RFC       | Belfast Harlequins |
| 2005/06 | Shannon RFC       | Clontarf           |
| 2006/07 | Garryowen         | Cork Constitution  |
| 2007/08 | Cork Constitution | Garryowen          |
| 2008/09 | Shannon RFC       | Clontarf           |
| 2009/10 | Cork Constitution | St Mary's College  |
| 2010/11 | Old Belvedere     | Cork Constitution  |
| 2011/12 | St Mary's College | Clontarf           |
| 2012/13 | Lansdowne         | Garryowen          |
| 2013/14 | Clontarf          | Old Belvedere      |
| 2014/15 | Lansdowne         | Clontarf           |
| 2015/16 | Clontarf          | Cork Constitution  |
| 2016/17 | Cork Constitution | Clontarf           |